# Ja pana w podróż zabiorę
Ja pana w podróż zabiorę – album Kory wydany w 1993 roku nakładem wytwórni Kamiling Co, zawierający awangardowe interpretacje sześciu piosenek Kabaretu Starszych Panów. Prace nad płytą rozpoczęto w 1990 roku, a zakończono trzy lata później, po triumfalnym powrocie macierzystego zespołu Kory, Maanamu, na polski rynek muzyczny. Za brzmienie albumu odpowiadali bracia Marcin i Mateusz Pospieszalscy, którzy zagrali tu również na wszystkich instrumentach.

## Lista utworów
1. „Nie pożałuje Pan (wersja dla Pędzelka)” – 06:29
2. „Nie pamiętam” – 09:27
3. „Zmierzch” – 03:14
4. „Patrzę na Ciebie” – 04:32
5. „Wczasy nad Amazonką” – 05:06
6. „Co teraz robi Manio?” – 03:06
7. „Nie pożałuje Pan (wersja dla Czupurka)” – 01:33

## Skład
- Kora - śpiew
- Marcin Pospieszalski - perkusja, instrumenty klawiszowe, kontrabas, viol
- Mateusz Pospieszalski - akordeon, klarnet basowy, perkusja, saksofon, śpiew